# Ca' Farsetti
Ca' Farsetti je palác v Benátkách, ležících v severní Itálii. Nachází se ve čtvrti San Marco na břehu nejhlubšího městského kanálu Canal Grande, nedaleko od mostu Ponte di Rialto. Spolu se sousedním palácem Ca' Loredan je sídlem rady města.

## Historie a styl
Ve 13. století nechali dům postavit dědici dóžete Enrica Dandola jako dvoupodlažní. V roce 1440 jej odkoupil Federigo Contarini a palác zvýšil o dvě patra. Roku 1670 stavbu získala rodina Farsettiových, která v ní během 18. století zřídila akademii. Na počátku následujícího století došlo k přestavbě na hotel a v roce 1926 začala objekt využívat městská radnice.
Spodní podlaží bylo vystavěno v byzantském slohu se sloupovím korintského řádu. Piano nobile má patnáct arkád spojených balustrádou. Druhé patro a mezanin vznikly v renesančním stylu.